# Literaturverwaltungsprogramm
Ein Literaturverwaltungsprogramm oder auch Referenzmanager ist ein Computerprogramm, das Anwendern zu mehreren Zwecken dient: 
- den Überblick über die Literatur eines Aspektes beispielsweise einer wissenschaftlichen Disziplin zu behalten
- bei der Erstellung eigener wissenschaftlicher Publikationen zu helfen
- eigene Literaturbestände zu verwalten.

Der Bedarf an solchen Programmen wächst mit der schnellen Zunahme wissenschaftlicher Literatur. Literaturverwaltungsprogramme bestehen normalerweise aus einer oder mehreren Datenbanken, in der die Referenzen auf Originaltexte abgelegt werden. Die Originaltexte finden sich dagegen in Monografien, Sammelwerken, Zeitschriftenaufsätzen, Zeitungsartikeln, Webseiten und anderen Dokumententypen.
Literaturverwaltungsprogramme sind in der Lage, die gesammelten Titeleinträge als Literaturverzeichnis in unterschiedlichen Zitationsstilen auszugeben. Zu den bekanntesten Zitationsstilen gehören ISO 690, MLA, APA und Harvard. In der Regel legen die Verlage oder Lehrstühle an den Universitäten fest, mit welchem Zitationsstil Literaturverzeichnisse einer Publikation zu formatieren sind. Eine formale Sprache zur Beschreibung von Zitierstilen ist die Citation Style Language (CSL). 
Moderne Literaturverwaltungsprogramme wie Citavi, Docear, EndNote oder Zotero können häufig in Textverarbeitungsprogramme integriert werden, so dass eine Referenzliste automatisch in einem passenden Format generiert werden kann und die Gefahr des Fehlens von zitierten Quellen in der Referenzliste verringert wird. BibTeX basierte Literaturverwaltungsprogramme wie JabRef können mit den Tools BibTeX4Word und Docear4Word in Microsoft Word und LibreOffice / OpenOffice integriert werden.
Literaturverwaltungsprogramme sind häufig in der Lage, Daten aus Literaturdatenbanken oder von Webseiten zu importieren.
Der Funktionsumfang von Literaturverwaltungsprogrammen wächst jedoch bei vielen Produkten mittlerweile über die reine Recherche und Verwaltung von Literaturangaben hinaus. Das relational aufgebaute Litlink erfasst zum Beispiel auch umfangreiche Daten über Personen, Dinge und Ereignisse und ordnet sie den Literaturdaten zu, während es mit dem Wissensmanager in Citavi möglich ist, auch Zitate, Kommentare und eigene Gedanken zu speichern und für die Verwendung in Publikationen zu ordnen. Citavi verfügt darüber hinaus über ein Projektmanagement, mit dem zu Titeln Aufgaben mit Deadline und Bearbeitungsstand eingegeben werden können.
Für LaTeX stehen die Werkzeuge BibTeX und BibLaTeX zur Verfügung.
Einzelne Literaturverwaltungsprogramme werden in den Artikeln beschrieben, die über die gleichnamige Kategorie (s. u.) zugänglich sind.
Webbasierte Literaturverwaltungsprogramme zur gemeinschaftlichen Katalogisierung (Zotero, BibSonomy, LibraryThing etc.) werden unter der Bezeichnung Social Cataloging zusammengefasst.